# Johann Rudolf von Buol-Schauenstein
Johann Rudolf von Buol-Schauenstein (Vienna, 21 novembre 1763 – Vienna, 12 marzo 1834) è stato un diplomatico austriaco.

## Biografia

### La famiglia e i primi anni
Suo padre era il barone Johann Baptist von Buol-Schauenstein (1729–1797), già canonico di Coira e poi inviato imperiale alle Tre Leghe; sua madre era Johanna von Sarentheim (1732–1791). Il fratello maggiore di Johann Rudolf era Karl Rudolf von Buol-Schauenstein (1760–1833), principe-vescovo di Coira e San Gallo.
Il 18 agosto 1795, Johann Rudolf sposò Maria Anna Alexandrine von Lerchenfeld-Köfering, una delle figlie del conte Philipp von Lerchenfeld-Prennberg. La coppia ebbe insieme tre figli tra cui il futuro statista Karl Ferdinand von Buol-Schauenstein (1797-1865). Nel 1802, Buol-Schauenstein fu elevato allo status di conte.

### La carriera
Buol-Schauenstein iniziò la propria carriera diplomatica come segretario d'ambasciata per conto dell'Austria a Magonza (1789), poi divenne chargée d'affaires a L'Aia (1790). Come successore di suo padre, divenne nel 1792 ambasciatore austriaco presso la Confederazione Svizzera e presso le Tre Leghe a Basilea; dal 1794 divenne rappresentante austriaco al reichstag di Ratisbona e dal 1795 divenne inviato imperiale nella Bassa Sassonia e per città della Lega Anseatica. Nel 1801 venne nominato ambasciatore imperiale presso la corte bavarese di Monaco di Baviera, non riuscendo comunque a dirigere correttamente la politica locale in favore dell'Austria. Dopo lo scoppio delle guerre napoleoniche, venne trasferito a cariche meno significative in diversi piccoli stati della Confederazione del Reno.
Sotto il ministero degli esteri guidato da Klemens von Metternich, sul finire delle guerre napoleoniche, venne nominato ambasciatore imperiale nel Granducato di Toscana (1814), e l'anno successivo venne destinato all'Elettorato d'Assia-Kassel. Come successore di Franz Joseph von Albini, Buol-Schauenstein divenne ambasciatore imperiale presso la confederazione tedesca a Francoforte sul Meno dal dicembre del 1815 al novembre del 1816 e guidò l'apertura del Bundestag tedesco. In parte per opportunismo personale, e in parte per inesperienza e goffaggine diplomatica o politica, si dimostrò più volte non all'altezza delle esigenze affidategli in cura e pertanto Metternich lo fece sostituire da Joachim Eduard von Münch-Bellinghausen nel 1823. Sino al 1833 fu Presidente della Commissione della Corte Imperiale e Reale.
Morì a Vienna nel 1834.